# Nordkoreas administrativa indelning
Nordkoreas administrativa indelning har tre nivåer. Direkt under centralregeringen lyder femton enheter på provinsnivå, dessa indelas i sin tur i mindre enheter på kommunnivå som stadskommuner, landskommuner, stadsdistrikt . På den lägsta nivå återfinns köpingar, socknar, grannskap och byar.
Nordkoreas administrativa indelning har stora likheter med Sydkoreas, men är något enklare på lokal nivå sedan en administrativ reform i början på 1950-talet.

## Provinsnivå
Den högsta nivån är nio provinser (do, Chosongul: 도, Hanja: 道), två direktstyrda städer (chikhalsi Chosongul: 직할시, Hanja: 直轄市) och tre administrativa regioner.

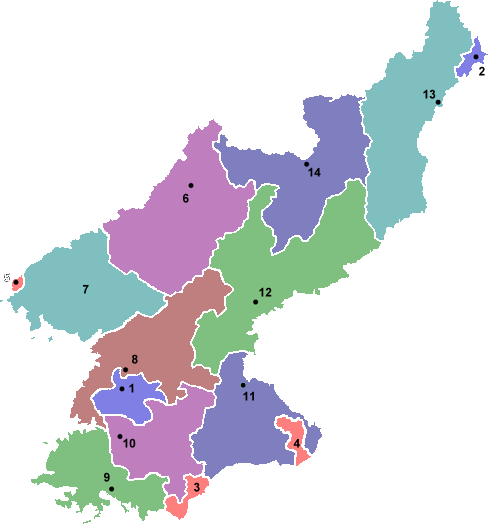
Nordkoreas provinsindelning.

| 1                               | Pyongyang                      | 평양직할시       | 平壤直轄市       |
| 2                               | Rasŏn                          | 직할시           | 羅先直轄市       |
| Regioner (T'ŭkpyŏl haengjŏnggu) |                                |                  |                  |
| 3                               | Kaesŏng (industriregion)       | 개성공업지구     | 開城工業地區     |
| 4                               | Kŭmgang-san (turistregion)     | 금강산관광지구   | 金剛山觀光地區   |
| 5                               | Sinŭiju (administrativ region) | 신의주특별행정구 | 新義州特別行政區 |
| Provinser (do)a                 |                                |                  |                  |
| 6                               | Chagang                        | 자강도           | 慈江道           |
| 7                               | Norra P'yŏngan                 | 평안북도         | 平安北道         |
| 8                               | Södra P'yŏngan                 | 평안남도         | 平安南道         |
| 9                               | Södra Hwanghae                 | 황해남도         | 黃海南道         |
| 10                              | Norra Hwanghae                 | 황해북도         | 黃海北道         |
| 11                              | Kangwŏn                        | 강원도           | 江原道           |
| 12                              | Södra Hamgyŏng                 | 함경남도         | 咸鏡南道         |
| 13                              | Norra Hamgyŏng                 | 함경북도         | 咸鏡北道         |
| 14                              | Ryanggang                      | 량강도           | 兩江道           |

## Kommunnivå

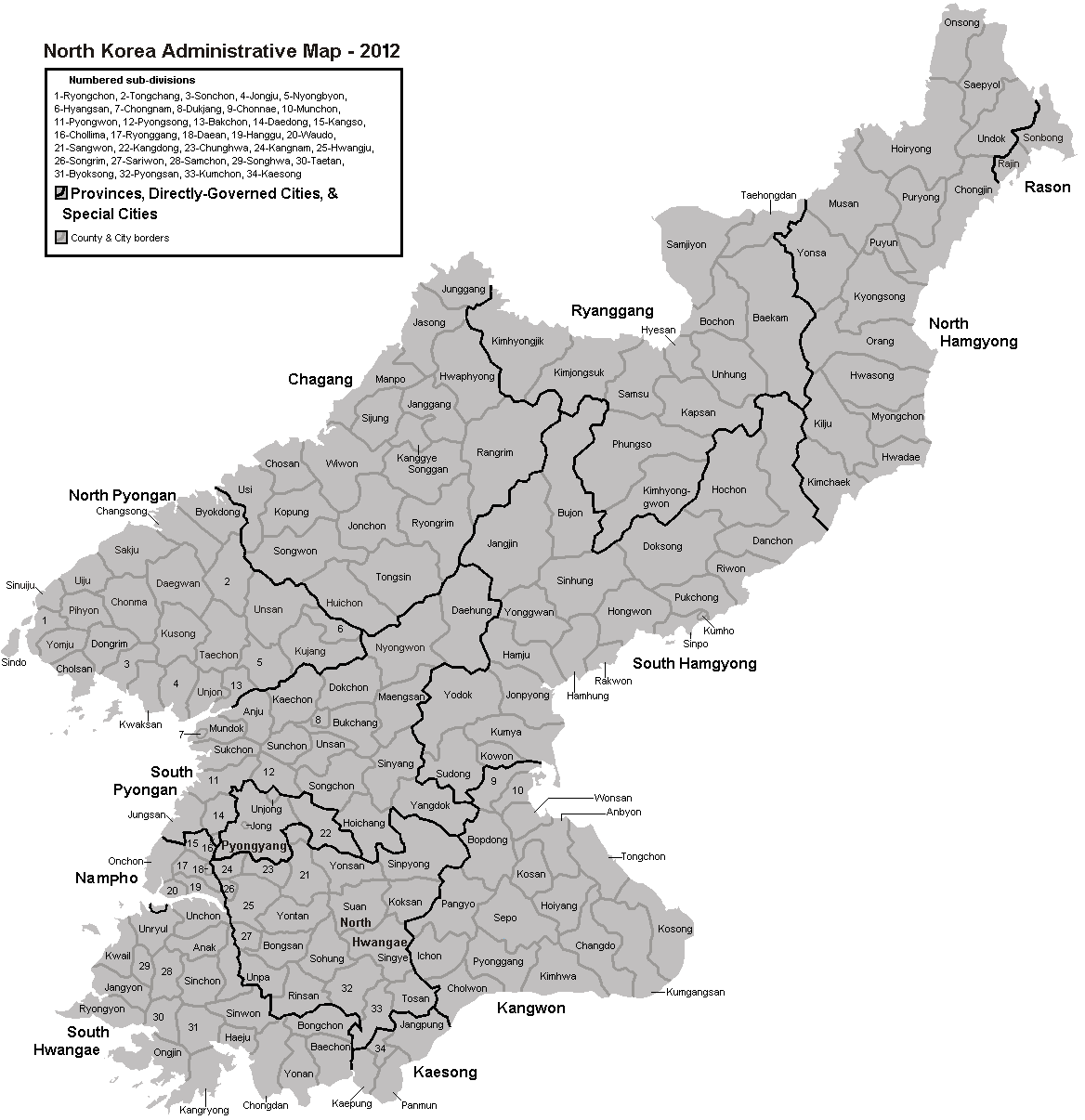
Karta över alla territoriella indelningar på kommunnivå i Nordkorea.

Den vanligaste administrativa enheten på kommunnivå är landskommunen (kun 군/郡). Mer urbaniserade kommuner kallas för städer eller en stadskommuner (si 시/市). Ett stadsdistrikt (ku 구/區) är en territoriell indelning av en stad eller storstad.

## Lokal nivå
Den lantliga delarna av en stad eller landskommun indelas i byar (ri, 리/里). Städernas centrala delar indelas i grannskap (tong 동/洞) och mer tätbefolkade delar av landskommuner indelas i köpingar eller småstäder (ŭp 읍/邑). En del landskommuner har också arbetardistrikt (rodongjagu).